# Alessandra Merlin
Alessandra Merlin, italijanska alpska smučarka, * 22. september 1975, Torino, Italija.
Nastopila je na Olimpijskih igrah 1998, kjer je dosegla 21. mesto v smuku. V dveh nastopih na svetovnih prvenstvih je najboljši uvrstitvi dosegla leta 1997, ko je bila 22. v smuku in superveleslalomu. V svetovnem pokalu je tekmovala deset sezon med letoma 1993 in 2001 ter dosegla eno uvrstitev na stopničke v superveleslalomu. V skupnem seštevku svetovnega pokala je bila najvišje na 42. mestu leta 2000.
Tudi njena sestra Barbara Merlin je bila alpska smučarka.